# 차승재
차승재(1960년 3월 26일 - )는 대한민국의 영화 제작자이다. 한국영화제작가협회장, 동국대학교 영상대학원장을 역임하였다.

## 학력
- 1979년 배재고등학교(졸업)
- 1987년 한국외국어대학교 불어교육학 학사(졸업)[1]

## 경력
- 1995년 우노필름 대표이사
- 1999년 아이픽처스 공동대표
- 2000년 싸이더스 부사장
- 2003년 싸이더스픽쳐스 대표
- 2004년 제47회 대종상 영화제 총괄이사
- 2005년 동국대학교 영상대학원 영화영상학과 교수
- 2006년 싸이더스FNH 공동대표
- 2007년 한국영화제작가협회 회장
- 2007년 동국대학교 영상대학원 원장
- 2019년 아시아필름마켓 공동운영위원장

## 주요 작품
- 1997년 비트 - 제작
- 1998년 태양은 없다 - 제작
- 1998년 8월의 크리스마스 - 제작
- 1999년 유령 - 제작 및 각본 원안
- 2001년 화산고 - 제작
- 2001년 봄날은 간다 - 제작
- 2003년 지구를 지켜라! - 제작 및 공동투자
- 2003년 살인의 추억 - 제작 및 공동투자
- 2003년 싱글즈 - 제작
- 2004년 말죽거리 잔혹사 - 제작
- 2004년 역도산 - 제작
- 2004년 슈퍼스타 감사용 - 제작
- 2004년 범죄의 재구성 - 제작
- 2004년 늑대의 유혹 - 제작
- 2004년 내 머리 속의 지우개 - 제작
- 2005년 천군 - 제작
- 2005년 연애의 목적 - 제작
- 2006년 타짜 - 제작
- 2006년 천하장사 마돈나 - 제작
- 2006년 비열한 거리 - 제작
- 2006년 달콤, 살벌한 연인 - 제작
- 2006년 각설탕 - 제작
- 2007년 이장과 군수 - 제작
- 2007년 죽어도 해피 엔딩 - 제작
- 2007년 어깨너머의 연인 - 제작

## 수상 경력
- 1998년 제 21회 황금촬영상 제작공로상 - 8월의 크리스마스
- 1998년 제 19회 청룡영화상 작품상 - 8월의 크리스마스
- 2001년 제 22회 청룡영화상 작품상 - 봄날은 간다
- 2003년 제 6회 디렉터스 컷 어워즈 올해의 제작자상 - 살인의 추억
- 2003년 제 40회 대종상 최우수작품상 - 살인의 추억
- 2003년 제 4회 부산영화평론가협회상 최우수작품상 - 지구를 지켜라!
- 2004년 제 1회 맥스무비 최고의 작품상 - 살인의 추억

## 참고사항
봉준호, 최동훈, 임상수, 허진호, 장준환 감독의 데뷔작을 제작했다.
배우 천호진과 고교 동창이다.